# Elmar Robbrecht
Elmar Robbrecht, né en 1946, est un botaniste et mycologue belge, en activité au Jardin botanique Meise de 1974 à 2011.

## Biographie
Il est chargé d'enseignement en biologie à l'université d'Anvers et rédacteur en chef de la revue scientifique belge de botanique, Plant Ecology and Evolution.

## Éponymie
Plusieurs taxons lui rendent hommage, tels que : Craterispermum robbrechtianum, Globulostylis robbrechtiana.

## Distinctions
- membre de l'Académie royale des sciences d'outre-mer